# Jonphjong-szigeti incidens

A Jonphjong-szigeti incidensre 2010. november 23-án került sor, amikor észak-koreai katonák ágyútűz alá vették a dél-koreai hadsereg egyik támaszpontját, a Jonphjong-szigetet, amelyet az 1953-ban kötött fegyverszüneti egyezmény óta Észak-Korea magának követel. 1953 óta ez volt a legnagyobb incidens, amely a két Korea között lezajlott.

## Az incidens

Az incidens helyszíne.
Kék: Az ENSZ által 1953-ban kijelölt határvonal
Piros: Az Észak-Korea által 1999-ben egyoldalúlag kinyilatkoztatott határvonal.

Az 1500 lakosú sziget a dél- és észak-koreai határ közvetlen közelében található. Habár az koreai háborút lezáró 1953-as fegyverszüneti egyezmény értelmében a sziget Dél-Korea birtokában maradt, Észak-Korea mind a mai napig magának követeli. Emiatt a sziget térségében már négy kisebb tengeri incidensre is sor került 1999 óta.
2010. november 23-án a szigeten levő támaszpont katonasága hadgyakorlatot tartott, amikor hely idő szerint 14:34-kor észak-koreai tüzérség vette tűz alá a szigetet. Az ágyúzás megközelítőleg egy órán át tartott, az észak-koreaiak megközelítőleg 170 lövedéket lőttek a szigetre, ez alatt több ház is kigyulladt és lángra kapott egy domboldal növényzete is. A civil lakosságot azonnal óvóhelyre szállították, a dél-koreai katonák pedig K9 Thunder önjáró lövegekkel viszonozták a tüzet. A harcban két dél-koreai katona és két civil életét vesztette, továbbá 15 katona és három polgári személy megsérült, 19 lakóház pedig leégett. A dél-koreai lövegeknek állítólag 5 észak-koreai katona esett áldozatul.
A támadás alatt a déliek F–16-os repülőgépeket küldtek a térségbe, amelyek azonban nem avatkoztak bele a harcba.
Az incidens után mindkét országban rendkívüli katonai készültséget hirdettek. I Mjongbak dél-koreai elnök egy földalatti bunkerben rendkívüli ülést tartott. Az államfő kemény fellépést ígért Észak-Korea ellen, de ugyanakkor kifejezte, hogy mindent megtesz azért, hogy a helyzet ne súlyosbodjon. 
Az észak-koreai kormány képviselője, Kim Mjongcshol azt nyilatkozta, hogy a támadás jogos önvédelem volt. Szerinte Dél-Korea kezdte a tűzpárbajt azzal, hogy a lőgyakorlat során néhány déli lövedék észak-koreai felségvizekre hullott. Dél-Korea ezt tagadja. Kim Mjongcshol kijelentette, hogy az észak-koreai vezetés az atombomba bevetését sem tartja kizártnak "szükség esetén".
Az incidens után a dél-koreai kormányt számos kritika érte, amiért a háborútól tartva nem rendelte el az északi partvidék bombázását. A bírálatok hatására a védelmi miniszter lemondott.
Az Egyesült Államok a Dél-Korea iránti támogatásának demonstrálására november 28. és december 1. között közös hadgyakorlatot tartott a Sárga-tengeren. A hadgyakorlatra válaszul Észak-Korea föld-föld és föld-levegő rakétákat helyezett kilövőállásba, kijelentve, hogy amennyiben az amerikai–dél-koreai csapatok megsértik felségterületét, azonnal katonai csapást hajt végre.

## Nemzetközi reakciók
- Amerikai Egyesült Államok elítélte az Észak-Korea által végrehajtott támadást és felszólította Phenjant, hogy hagyjon fel a háborús provokációval. Washington hangsúlyozta, hogy elkötelezett Dél-Korea védelmében és a térség katonai egyensúlyának fenntartásában.
- Oroszország önmérsékletre szólította fel a feleket és kihangsúlyozta, hogy a két ország közti vitákat diplomáciai úton kell megoldani.
- Kína külügyminisztériuma szerint mindkét országnak többet kéne tennie a békéért. A kínai külügyminiszter kihangsúlyozta, hogy folytatni kéne az Észak-Korea nukleáris leszerelését célzó tárgyalásokat.